# Glaukippe
Glaukippe (altgriechisch Γλαυκίππη Glaukíppē) ist in der griechischen Mythologie eine Tochter des Danaos, des Königs von Libya, und der Najade Polyxo. Sie zählt daher zu den Danaiden.
Bei der Massenhochzeit der 50 Töchter des Danaos mit den 50 Söhnen des Aigyptos, bei der das Los über die Paarbildungen entschied, wurde ihr laut der Bibliotheke des Apollodor Potamon, der Sohn der Najade Kaliadne, als Gemahl zugewiesen, während bei Hyginus Mythographus Niauios ihr Gemahl wurde. Wie der Großteil ihrer Schwestern auch tötete sie ihren Ehemann in der Hochzeitsnacht.